# Крістіан Гюнтер (футболіст)
Крістіан Гюнтер (нім. Christian Günter, нар. 28 лютого 1993, Філлінген-Швеннінген) — німецький футболіст, захисник клубу «Фрайбург» та національної збірної Німеччини.

## Клубна кар'єра
Народився 28 лютого 1993 року в місті Філлінген-Швеннінген. Вихованець юнацької команди «Танненбронн», з якої 2007 року перейшов в академію «Фрайбурга».

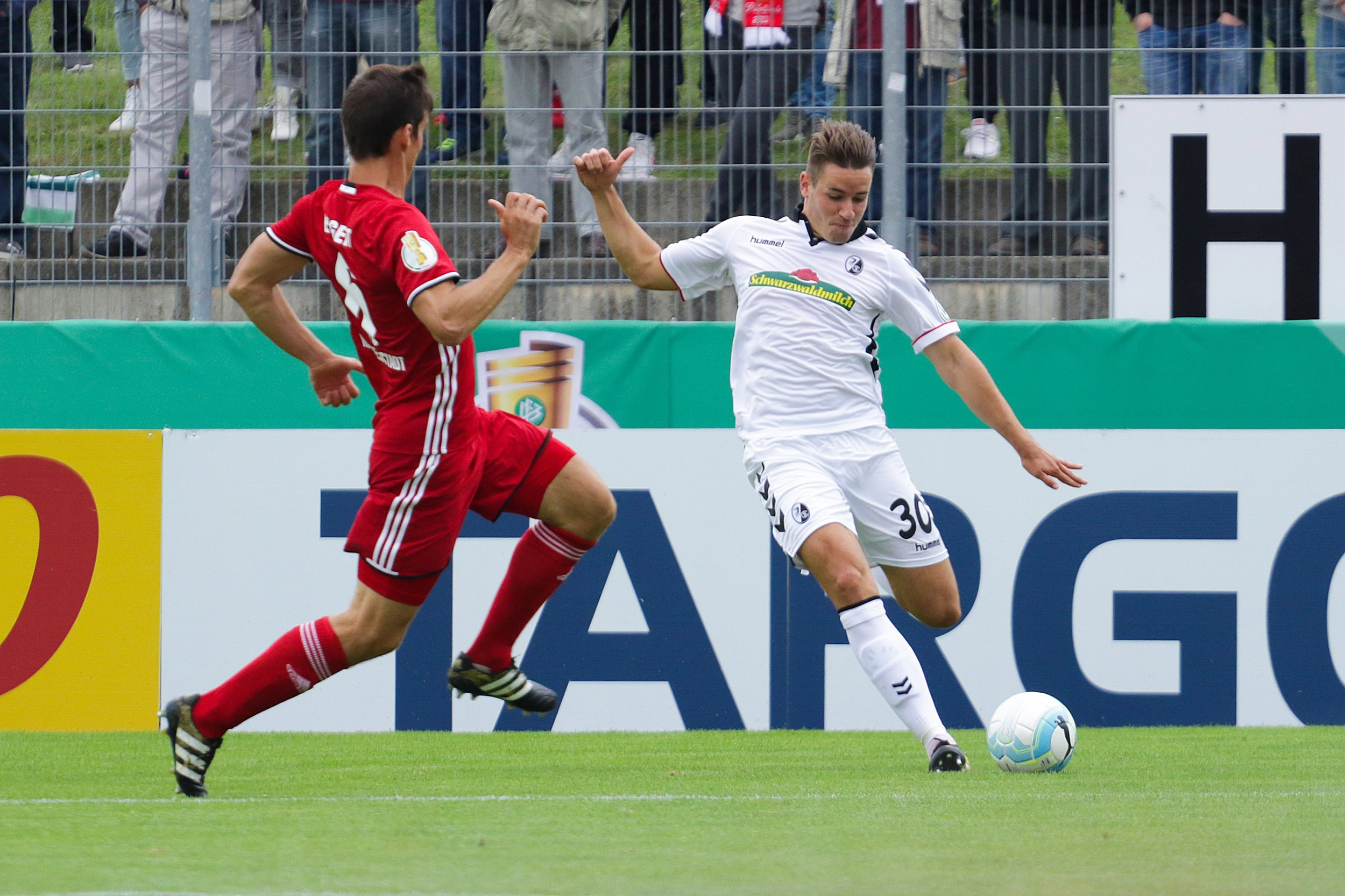
Крістіан Гюнтер (праворуч) під час виступів за «Фрайбург». 2017 рік.

У 2012 році Крістіан почав виступи за дублюючий склад «вовків» у Регіональній лізі Німеччини, одночасно з цим він потрапив до заявки основної команди. 8 грудня в матчі проти «Гройтера» дебютував у Бундеслізі, замінивши у другому таймі Вегара Геденстада. 8 листопада 2014 року в грі проти «Шальке 04» забив свій перший гол за «Фрайбург». 
За підсумками сезону 2014/15 клуб вилетів з елітного дивізіону, але Крістіан залишився в команді і допоміг команді посісти перше місце і відразу повернутись до Бундесліги. Влітку 2020 року після того коли пішов Майк Франц став новим капітаном клубу. Станом на 15 травня 2021 року відіграв за фрайбурзький клуб 275 матчів в національному чемпіонаті.

## Виступи за збірні
12 жовтня 2013 року дебютував у складі юнацької збірної Німеччини (U-20) в матчі проти Нідерландів і загалом на юнацькому рівні взяв участь у 5 іграх.
Протягом 2014—2015 років залучався до складу молодіжної збірної Німеччини, з якою взяв участь у молодіжному чемпіонаті Європи 2015 року в Чехії. На турнірі він зіграв у трьох матчах, ставши півфіналістом турніру. Всього на молодіжному рівні зіграв у 9 офіційних матчах.
13 травня 2014 року дебютував в офіційних іграх у складі національної збірної Німеччини в товариському матчі проти збірної Польщі, замінивши у другому таймі Олівера Зорга.
В подальшому тривалий час за збірну не грав, але у травні 2021 року Фрідль був включений до заявки збірної на чемпіонат Європи 2020 року.